# Ion Munteanu (Fußballspieler)
Ion „Brini“ Munteanu (* 7. Juni 1955 in Buria, Kreis Dolj; † 24. März 2006 in Bukarest) war ein rumänischer Fußballspieler. Er bestritt 281 Spiele in der höchsten rumänischen Fußballliga, der Divizia A.

## Karriere
Munteanu begann im Alter von zehn Jahren mit dem Fußballspielen bei Steaua „23 August“ Bukarest, ehe er im Jahr 1967 zu Autobuzul Bukarest kam. Dort rückte er im Jahr 1974 in den Kader der ersten Mannschaft auf, die seinerzeit in der zweiten rumänischen Liga, der Divizia B, spielte. Bei Autobuzul blieb er bis zur Winterpause 1978/79, als der Verein auf dem letzten Platz der Divizia B lag und ihn an den Lokalrivalen Sportul Studențesc abgab, der in der Divizia A spielte. Dort feierte er am 22. April 1979 seinen Einstand für seinen neuen Klub. Im weiteren Saisonverlauf erreichte Sportul das rumänische Pokalfinale, unterlag dort aber Steaua Bukarest. Munteanu war zur Pause gegen Mircea Sandu ausgetauscht worden.
In der Saison 1979/80 wurde Munteanu Stammspieler bei Sportul. Der Klub kämpfte in den 1980er-Jahren stets um die Qualifikation zum UEFA-Pokal, was in der Spielzeit 1982/83 erstmals gelang, dort ereilte ihn das Aus schon in der ersten Runde gegen den SK Sturm Graz. In der folgenden Spielzeit konnte der Klub diesen Erfolg wiederholen, wobei Munteanu sieben Treffer beisteuerte, was die beste Torquote seiner Karriere darstellt. Im anschließenden UEFA-Pokal-Wettbewerb gewann der Klub zwar das Hinspiel gegen Inter Mailand, schied aber erneut aus.
In den folgenden Jahren wurde Sportul zum Stammgast in der Spitzengruppe und Munteanu erreichte mit der Vizemeisterschaft 1986 die beste Platzierung seiner Laufbahn. Danach musste der Klub seinen besten Spieler, Gheorghe Hagi, an Steaua Bukarest abgeben und konnte an diesen Erfolg nicht mehr anknüpfen und geriet in der Saison 1987/88 gar in Abstiegsgefahr. Erst am letzten Spieltag konnte er sich retten.
In der Winterpause 1988/89 verließ Munteanu die Hauptstadt und wechselte zu Chimia Râmnicu Vâlcea in die Divizia B. Dort verpasste er mit seinem Klub als Zweitplatzierter hinter Jiul Petroșani die Rückkehr ins Oberhaus. Anschließend beendete er seine Karriere und wurde später Trainer im Kinder- und Jugendbereich von Sportul Studențesc. Am 24. März 2006 starb er an den Folgen einer Leberzirrhose.

## Nationalmannschaft
Munteanu bestritt 24 Spiele für die rumänische Fußballnationalmannschaft. Er debütierte am 14. Oktober 1979 im Freundschaftsspiel gegen die Sowjetunion, dem Einstand von Constantin Cernăianu als rumänischer Nationaltrainer. Unter Cernăianu wurde er zur Stammkraft im Nationaltrikot, auch dessen Nachfolger Valentin Stănescu setzte auf ihn, so dass Munteanu bis zum Freundschaftsspiel gegen Polen am 25. März 1981 14 Mal in Folge in der Startaufstellung zu finden war. Nachdem er zwei Spiele pausiert hatte, kehrte er mit dem WM-Qualifikationsspiel gegen England am 29. April 1981 zurück.
Nach der verpassten WM-Qualifikation berücksichtigte der neue Nationaltrainer Mircea Lucescu Munteanu zunächst nicht mehr. Erst bei einem Freundschaftsspiel gegen die Türkei am 29. Januar 1983 kehrte er wieder zurück, wurde aber in Pflichtspielen nicht mehr berücksichtigt. Am 21. November 1984 bestritt er gegen Israel sein letztes Länderspiel.

## Erfolge
- Rumänischer Vizemeister: 1986
- Rumänischer Pokalfinalist: 1979

## Sonstiges
Um Verwechslungen mit seinen Nachnamensvettern zu vermeiden, wurde Munteanu in der rumänischen Sportpresse mitunter als Munteanu II geführt.